# لسلی کانت
لسلی کانت (انگلیسی: Leslie Cant; ۲۰ فوریهٔ ۱۹۰۸ – ۱۹ ژوئن ۱۹۴۳) بازیکن فوتبال بود.